# Klädesholmen Seafood
Klädesholmen Seafood AB är en svensk livsmedelsproducent. Klädesholmen Seafood AB inriktar sig på sillinläggningar och kaviartillverkning. En av företagets produkter är Klädesholmens Kaviar.
2019 har man produktion på Klädesholmen utanför Tjörn, samt i Rönnäng. Företaget har idag ca 51 anställda och är en av Tjörns största arbetsgivare.
Tidigare bestod Klädesholmen Seafood av fyra självständiga aktörer; Alax, Bråse, Klockbojen och PK Konserver. År 2002 slogs företagen ihop till det gemensamma Klädesholmen Seafood. Idag ingår Klädesholmen Seafood i den norska koncernen Grøntvedt Group AS. 
Årets Sill är ett samarbete mellan Klädesholmen Seafood och restaurang Salt & Sill på Klädesholmen. 